# آنجانادوریا
آنجانادوریا (به لاتین: Anjanadoria) یک منطقهٔ مسکونی در ماداگاسکار است که در آمبوهیدراتریمو واقع شده‌است. آنجانادوریا ۲۹۲ کیلومتر مربع مساحت و ۷٬۶۰۲ نفر جمعیت دارد.